# ونسا لاشی
ونسا جوی لاشـِی (انگلیسی: Vanessa Joy Lachey؛ زادهٔ ۹ نوامبر ۱۹۸۰) هنرپیشه، مجری تلویزیون، مانکن و ملکه زیبایی اهل آمریکا است. او به نمایندگی از کارولینای جنوبی برنده ملکه زیبایی نوجوان ایالات متحده آمریکا ۱۹۹۸ شد.
از فیلم‌ها یا برنامه‌های تلویزیونی که وی در آن نقش داشته است می‌توان به چهار شگفت‌انگیز: قیام موج‌سوار نقره‌ای و فیلم فاجعه اشاره کرد.